# Балиоспермум
Балиоспермум (лат. Baliospermum) — род цветковых растений семейства Молочайные (Euphorbiaceae), входит в трибу Codiaeae подсемейства Crotonoideae.
Растения этого рода распространены от Индии на западе до Малайзии на востоке.

## Биологическое описание
Представители рода — кустарники, полукустарники и многолетние травы, среди них встречаются как однодомные, так и двудомные растения. Листья простые, с черешками. Листорасположение супротивное. соцветия пазушные, однополые или двуполые.

## Виды
По информации базы данных The Plant List (2010), род состоит из пяти видов:
- Baliospermum angustifolium Y.T.Chang — Балиоспермум узколистный[3]
- Baliospermum bilobatum T.L.Chin[4]
- Baliospermum calycinum Müll.Arg.[5]
- Baliospermum solanifolium (Burm.) Suresh — Балиоспермум паслёнолистный[6] [syn.  Baliospermum montanum (Willd.) Müll.Arg. — Балиоспермум горный][7]. Наиболее известный вид этого рода. Лекарственное растение, содержащее ряд специфических биологически активных веществ и являющее ценным сырьём для производства лекарственных средств.
- Baliospermum yui Y.T.Chang[8]